# 并立制
并立制（英語：parallel voting, superposition）又稱混合名額多數制、補充制（supplementary member system, SUP, SM），是单一选区两票制选举制度的一种，更接近于单一选区制。从选区选出的席位与政党按得票比例得到的席位分开计算。这种制度有利于大党，不利小党和无党籍人士；如果主要政黨長期以來實力相差不大，可以強化責任政治。

## 席次分配
单一选区选出的部分，以在各选区得最高票的候选人当选，对大党有利。比例代表部分，各政党依得票比率分配议席。日本採用此选举方法，
不同德國聯立制，是將每個單一選區的選舉結果和第二張票投政黨的結果分開計算。
假設某一次選舉會產生100名議員，其中60名為單一選區，另40名為比例代表席次。兩制結果會不同：
| 并立制           | 政黨A        | 政黨B      | 政黨C        | 政黨D        |
| ---------------- | ------------ | ---------- | ------------ | ------------ |
| 政黨票數比例     | 25%          | 5%         | 40%          | 30%          |
| 單一選區當選席次 | 15           | 6          | 19           | 20           |
| 分配席次計算     |              |            |              |              |
| 比例代表席次     | 40 × 25%＝10 | 40 × 5%＝2 | 40 × 40%＝16 | 40 × 30%＝12 |
| 總計             |              |            |              |              |
| 單一選區當選席次 | 15           | 6          | 19           | 20           |
| 比例代表席次     | 10           | 2          | 16           | 12           |
| 總席次           | 25           | 8          | 35           | 32           |

并立制下，政黨B以5%的政黨選票獲得8%的席次。

## 採用國家

### 範例
- 日本於1996年起，在國會選舉採取並立制，在這個選舉制度下，參議院及眾議院均是直選產生。眾議院：六成議席由單一選區選出（参议院为複數選區），四成議席由分成十一個選區由比例代表制產生。容許雙重提名（dual candidacy，或稱「重複登記（提名）」）設定（參議院不能雙重提名），即候選人同時參選單一選區及名列政黨比例代表名單，一旦在單一選區獲勝，就從名單中剔除、順位遞補；若落選可依政黨得票分配席次「敗部復活」（未達10%落選者不得參與）。其公式以該單一選區落選者得票數除以該單一選區當選者得票數。政黨可將不同單一選區候選人在名單中排同一優先順位，以單一選區落選但惜敗率高者取得席次。盡管出現總席次的變動但還是維持基本的制度原則。
- 大韓民國於1988年起採用這種制度。253個議席由單一選區選出，47個議席由全國不分區比例代表制產生，2012年起允許雙重提名。[2]
- 中華民國自2008年立法委員選舉起亦採用這種制度。立法院議席減半後，73個議席由單一選區選出，34個議席由全國不分區比例代表制產生，另加6個留給原住民選出，不能雙重提名。由於容易造成立法院各政黨席次比例與實際得票率相差過大的現象，加上設有5%的得票門檻，例如2008年立法委員選舉，民進黨以約37%的選票獲得不到四分之一的席次，相反國民黨取得四分之三的席次。
- 義大利在2018年時的議會兩院有各37%的席位將由領先者當選（first-past-the-post）的機制產生，剩下63%的席位則採用比例代表制選出、加上最大餘額法分配（proportional largest remainder method），不過只有得票率超過3%的政黨、或是得票率超過10%的政黨聯盟可以參與席位分配。

### 其他地區
| 國家/地區           | 單一選區席次                | 比例代表席次                                                         | 其他席次  |
| ------------------- | --------------------------- | -------------------------------------------------------------------- | --------- |
| 安道尔              | 14                          | 14                                                                   |           |
|                     | 77                          | 73                                                                   |           |
| 几内亚              | 39                          | 76                                                                   |           |
| 匈牙利              | 106                         | 93                                                                   |           |
| 義大利              | 116（參議院） 232（眾議院） | 199（參議院；本土193席，海外6席） 398（眾議院；本土386席，海外12席） |           |
| 日本                | 289（眾議院）               | 176（眾議院）                                                        |           |
| 大韓民國（韓國）    | 253                         | 47                                                                   |           |
| 立陶宛              | 71                          | 70                                                                   |           |
| 墨西哥              | 300                         | 200                                                                  |           |
| 尼泊尔              | 165                         | 110                                                                  |           |
| 俄羅斯              | 225                         | 225                                                                  |           |
| 塞内加尔            | 105                         | 60                                                                   |           |
| 塞舌尔              | 25                          | 8                                                                    |           |
| 巴基斯坦            | 272                         | 70（婦女 60席＋少數族裔 10席）                                       |           |
| 菲律賓              | 238                         | 59                                                                   |           |
| 中華民國            | 73                          | 34（婦女不少於1/2）                                                  | 原住民6席 |
| 坦桑尼亚            | 264                         | 120（婦女113席+間接選舉5席+檢察總長1席+總統任命10席）                |           |
| 乌克兰              | 225                         | 225                                                                  |           |
| 委內瑞拉            | 144                         | 130                                                                  | 原住民3席 |
| 自治省（ 塞爾維亞） |                             |                                                                      |           |